# 카를로 2세 (나폴리)
카를로 2세(이탈리아어: Carlo II d'Angiò 1254년 - 1309년)는 나폴리의 왕, 알바니아의 왕, 살레르노의 공작, 아하이아의 공작, 프로방스의 백작, 앙주의 백작, 포르칼퀴에의 백작 등을 겸하였다. 별명은 절름발이왕(lo Zoppo). 태어날 당시에는 샤를 2세 당주(Charles II d'Anjou)로 불렸다. 헝가리 왕국의 왕 이슈트반 5세의 사위이기도 하다.
아버지는 13세기 후반 유럽의 가장 강력한 군주 중 하나인 카를로 1세(앙주의 샤를)이고 어머니는 베아트리스 드 프로방스 여백작(Béatrice de Provence)이다. 그의 아버지는 1272년 카를로에게 시칠리아 왕국(또는 레지노 왕국)의 살레르노 공작으로 임명했고 1279년 프로방스와 포칼퀴어의 섭정을 시켰다.
1282년 시칠리아 만종 사건이 있은후 시칠리아 섬은 아라곤의 페로 3세의 지배하에 독립 왕국이 되었다. 1년 후, 그의 아버지는 카를로에게 나폴리 왕국의 섭정을 하도록 했다. 카를로는 인기 없는 세금이 폐지되고 귀족과 성직자들의 자유가 확인되는 총회를 열었다. 그는 아라곤인들이 칼라브리아와 나폴리 만의 섬을 점령하는 것을 막을 수 없었다. 로리아의 로저 시칠리아 제독은 1284년 나폴리 근방의 해전에서 그를 생포했다. 1285년 1월 7일 아버지가 사망했을 때 그는 여전히 감옥에 있었기 때문에 그의 왕국은 섭정들의 지배를 받았다.

## 자녀
1270년 헝가리의 마리어(1257년 – 1323년)와 결혼하여 14명의 아이들이 있었다.
- 카를로 마르텔로(Charles Martel of Anjou, 1271-1295) - 명목상 헝가리의 왕, 24세 사망
- 마르게리타(1273년 ~ 1299년), 앙주와 메인 백작부인, 1290년 8월 16일 코르베일(Corbeil 16)에서 발루아의 샤를(Charles of Valois)과 결혼하였다.
- 생루이 (1274년 – 1298년), 툴루즈의 주교
- 로베르토 1세 (1276년 - 1343년) - 나폴리 왕

- 타란토의 필리프 1세(1278-1331/2)- 아과와 타란토의 왕자, 루마니아의 데스팟, 두라조의 영주, 콘스탄티노폴리스의 명목 황제

- 안쥬의 블랑쉬 (1280~1310년 10월 14일 바르셀로나) 1295년 11월 1일, 아라곤의 차이메 2세 와 결혼함.
- 레이몬드 베렝가르(1281–1307), 프로방스 백작, 피에몬트와 안드리아의 군주
- 존(1283년 3월 16일 ~ 1308년 3월 16일) 신부
- 트리스탄(1284 ~ 1288)
- 안주의 엘리노르, (1289년 8월 9일 ~ 1341년 8월 9일) - 1302년 5월 17일 메시나에서 시칠리아의 프레드릭 3세와 결혼
- 나폴리의 마리아(1290년 – c. 1346년)는 1304년 9월 20일 팔마 데 마요르카에서 결혼했으며, 1326년 자이메 데 에제리카(1298년 4월 35 1335년)와 결혼했다.
- 피터(1291년 August 1315년 8월 29일 몬테카티니 전투), 그라비나 백작
- 그라비나의 요한(1294년 - 1336년), 두라초 공작, 아채아의 왕자, 그라비나 백작은 1318년(div 1321년) 3월(div 1321) 하이노트의 마틸다(29년 11월 1293년 11월 1236)와 결혼하여 페리고르드의 아그네스의 14년 11월 1321일(d. 1345년)[76]
- 베아트리체(1295년 c c. 1321년), 1305년 4월 아조 8세, 페라라의 마르체스(d. 1308년)와 결혼했으며, 둘째로 1309년 보의 베르트랑 3세, 안드리아 백작(d. 1351년)와 결혼했다.